# Parupeneus ciliatus
Parupeneus ciliatus är en fiskart som först beskrevs av Lacepède 1802.  Parupeneus ciliatus ingår i släktet Parupeneus och familjen mullefiskar. Inga underarter finns listade i Catalogue of Life.